# Hyllisia uniformis
Hyllisia uniformis là một loài bọ cánh cứng trong họ Cerambycidae.